# Flughafen Oradea

i8
i11
i13
Der Flughafen Oradea (rumänisch: Aeroportul Oradea, IATA-Code: OMR, ICAO-Code: LROD) ist ein Flughafen 5 km südwestlich von Oradea im rumänischen Kreis Bihor.

## Flughafendaten
Der Flughafen hat eine Betonpiste mit 2.520 m Länge und 45 m Breite. Die Seehöhe beträgt 143 m. Er hat eine Fläche von 14 ha. Das neue Passagierterminal des Flughafens Oradea wurde 2024 in Betrieb genommen. Die bebaute Fläche wurde von 2.925 m² auf ca. 12.500 m² vergrößert.

## Geschichte
In Oradea befand sich der erste Flughafen nördlich des neuen Standorts. In der Zwischenkriegszeit wurde der Flughafen Oradea von militärischen und zivilen Flugzeugen gleichermaßen genutzt. Der Flughafen selbst wurde 1938 für den inländischen Passagierverkehr geöffnet. Die endgültige Eröffnung des derzeitigen Flughafens fand nach Ende des Zweiten Weltkriegs statt, als am 21. Oktober 1946 die Route Timișoara – Arad – Oradea – Satu-Mare von der Fluggesellschaft TARS wieder aufgenommen wurde. Die Landebahn wurde erst am 30. September 1967 betoniert.
Der Flughafen Oradea ist mittlerweile international geworden. Nach der Modernisierung des Terminals im Jahr 2012 erhielt der internationale Flughafen Oradea 2017 eine neue Landebahn. Mit einer Gesamtlänge von 2100 m ist sie länger als die ursprüngliche Landebahn und ermöglicht so die Landung größerer Flugzeugtypen. Durch die Modernisierung konnten mehrere Flugverbindungen entstehen, die wiederum eine Rekordzahl von Passagieren anzogen. 2017 wurden 162.902 Passagiere registriert, verglichen mit 41.867 im Jahr 2016. 2024 wurde die Landebahn auf eine Länge von 2.520 m ausgebaut.

## Flugbetrieb
Im Jahre 2022 wurden 208.541 Passagiere transportiert.
Die wichtigsten Fluggesellschaften für den Flughafen sind TAROM, Polskie Linie Lotnicze LOT, HiSky, Aegean Airlines und Corendon Airlines,